# Matthew Evans
Matthew Dominic Evans Wolff (Simi Valley, California, 25 de mayo de 2006) es un futbolista estadounidense-guatemalteco. Juega actualmente como delantero en Los Ángeles FC 2.

## Trayectoria
Evans se unió a la academia juvenil de Los Ángeles FC como parte del equipo sub-12 y comenzó su carrera profesional en Los Ángeles FC 2 en la MLS Next Pro en 2023. El 7 de julio de 2024 firmó un contrato de corta duración con Los Ángeles FC para un partido de la Major League Soccer contra el Houston Dynamo. El 31 de octubre de 2024 firmó un contrato profesional como jugador de cantera con el primer equipo de Los Ángeles FC. Formó parte de la plantilla final de Los Ángeles FC para la Copa Mundial de Clubes de la FIFA 2025.

## Selección nacional
Evans fue convocado a la selección absoluta de fútbol de Guatemala para las eliminatorias de la Concacaf, debutando como titular el 11 de junio de 2025.

#### Participaciones en clasificatorias para Copas del Mundo
| Eliminatorias                   | Sede         | Resultado   | Posición | Partidos | Goles |
| ------------------------------- | ------------ | ----------- | -------- | -------- | ----- |
| Eliminatorias Norteamérica 2026 | Norteamérica | Por definir |          | 1        | 0     |
| Total                           | Total        | Total       | Total    | 1        | 0     |

### Partidos con la selección absoluta
Actualizado hasta el 18 de junio de 2025.
| Partidos internacionales | Partidos internacionales | Partidos internacionales    | Partidos internacionales | Partidos internacionales | Partidos internacionales | Partidos internacionales | Partidos internacionales | Partidos internacionales          | Partidos internacionales |
| N.º                      | Fecha                    | Estadio                     | Local                    | Resultado                | Visitante                | Goles                    | Asistencias              | Competición                       |                          |
| ------------------------ | ------------------------ | --------------------------- | ------------------------ | ------------------------ | ------------------------ | ------------------------ | ------------------------ | --------------------------------- | ------------------------ |
| 1                        | 11 de junio de 2025      | Independence Park, Kingston | Jamaica                  | 3-0                      | Guatemala                |                          |                          | Clasificatorias Copa Mundial 2026 |                          |
| Total                    | Total                    | Total                       | Presencias               | 1                        | Goles                    | 0                        | 0                        |                                   |                          |

| Selección guatemalteca | Selección guatemalteca | Selección guatemalteca | Selección guatemalteca |
| Año                    | Partidos               | Goles                  | Asistencias            |
| ---------------------- | ---------------------- | ---------------------- | ---------------------- |
| 2025                   | 1                      | 0                      | 0                      |
| Total                  | 1                      | 0                      | 0                      |

## Clubes
| Club              | País           | Año   | Partidos | Goles |
| ----------------- | -------------- | ----- | -------- | ----- |
| Los Angeles FC 2  | Estados Unidos | 2023- | 46       | 9     |
| Los Angeles F. C. | Estados Unidos | 2024- | 0        | 0     |